# Caverna Tabun
A Caverna Tabun (em árabe: مغارة الطابون ou em hebraico:  מערת תנור) é um sítio de escavação localizado na Reserva natural Nahal Me'arot, em Israel, e é um dos sítios sobre evolução humana no Monte Carmelo, que foram proclamadas como tendo valor universal pela UNESCO em 2012. A caverna foi ocupada de forma intermitente durante os períodos do Paleolítico inferior e Médio (500.000 para cerca de 40.000 anos atrás). No decorrer deste período, depósitos de areia, silte e argila de até 25 m (82 pé) acumularam na caverna. Escavações arqueológicas sugerem que a caverna possui uma das mais longas sequências de ocupação humana, no Levante.

## Descrição
O mais antigo e o mais baixo depósito na caverna contêm grandes quantidades de areia do mar. Isso, e os vestígios de pólen encontrados, sugerem um clima relativamente quente naquele momento. O derretimento de geleiras, que cobriam grande parte do globo, causou a elevação do nível do mar e a costa doMediterrâneo a recuar. A planície costeira, em seguida, foi mais estreita do que é hoje, e era coberto por vegetação de savana . Os habitantes da caverna daquele tempo utilizavam bifaces de sílex ou de calcário para a occisão de animais (gazela, hipopótamo, rinoceronte e gado selvagem que percorriam a Planície Costeira) e para escavar raízes de plantas. Como ferramentas de melhoria, lentamente ao longo do tempo, os bifaces tornaram-se menores e com formas melhores , e raspadores feitos de grossos flocos lascado de núcleos de sílex e eram provavelmente usados para raspar a carne dos ossos e para o processamento de peles de animais.
Os níveis superiores na Caverna Tabun consistem principalmente de argila e silte, indicando que um clima mais frio, mais úmido, prevaleceu como geleiras formado mais uma vez. Esta alteração resultou em uma ampla faixa costeira, coberta por densas florestas e pântanos. O material de restos de estratos mais elevados da caverna são da cultura Musteriense (cerca de 200.000 - de 45.000 anos atrás). Pequenas ferramentas feitas de flocos finos sílex predominam estes níveis, produzido usando a técnica Levallois. Ferramentas típicas da cultura Musteriense são caracteristicamente alongada, e incluem flocos de várias formas usados como raspadores, a fim de serem utilizadas para o corte e serragem.
As escavações de Arthur Jelinek (de 1967 a 1972) da caverna rendeu mais de 1.900 bifaces completa ou parcial.  Boa parte dos bifaces podem ser atribuídos às culturas Acheuliana e Yabrudian tardias.
O grande número de ossos de gamos encontrados nas camadas superiores da Caverna Tabun pode ser devido a abertura como uma chaminé na parte de trás da caverna, que funcionou como uma armadilha natural. Os animais podem ter sido atirados em direção a ele, e caíram para a caverna onde eles foram massacrados. [carece de fontes?]

## EsqueletoNeandertal
A Caverna Tabun contém um indivíduo Neandertal fêmea, datado de cerca de 120.000 anos atrás. Ele é um dos mais antigos restos de esqueletos humanos  encontrados em Israel. Um estudo de 2014 de objetos encontrados em Tabun sugere que os ancestrais humanos utilizavam fogo regularmente num local, cerca de 350 000 anos atrás.

## Galeria

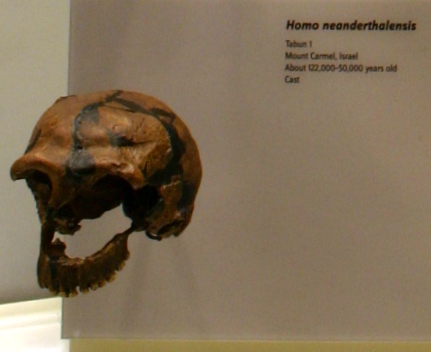
Réplica do fóssil es:Tabun C.
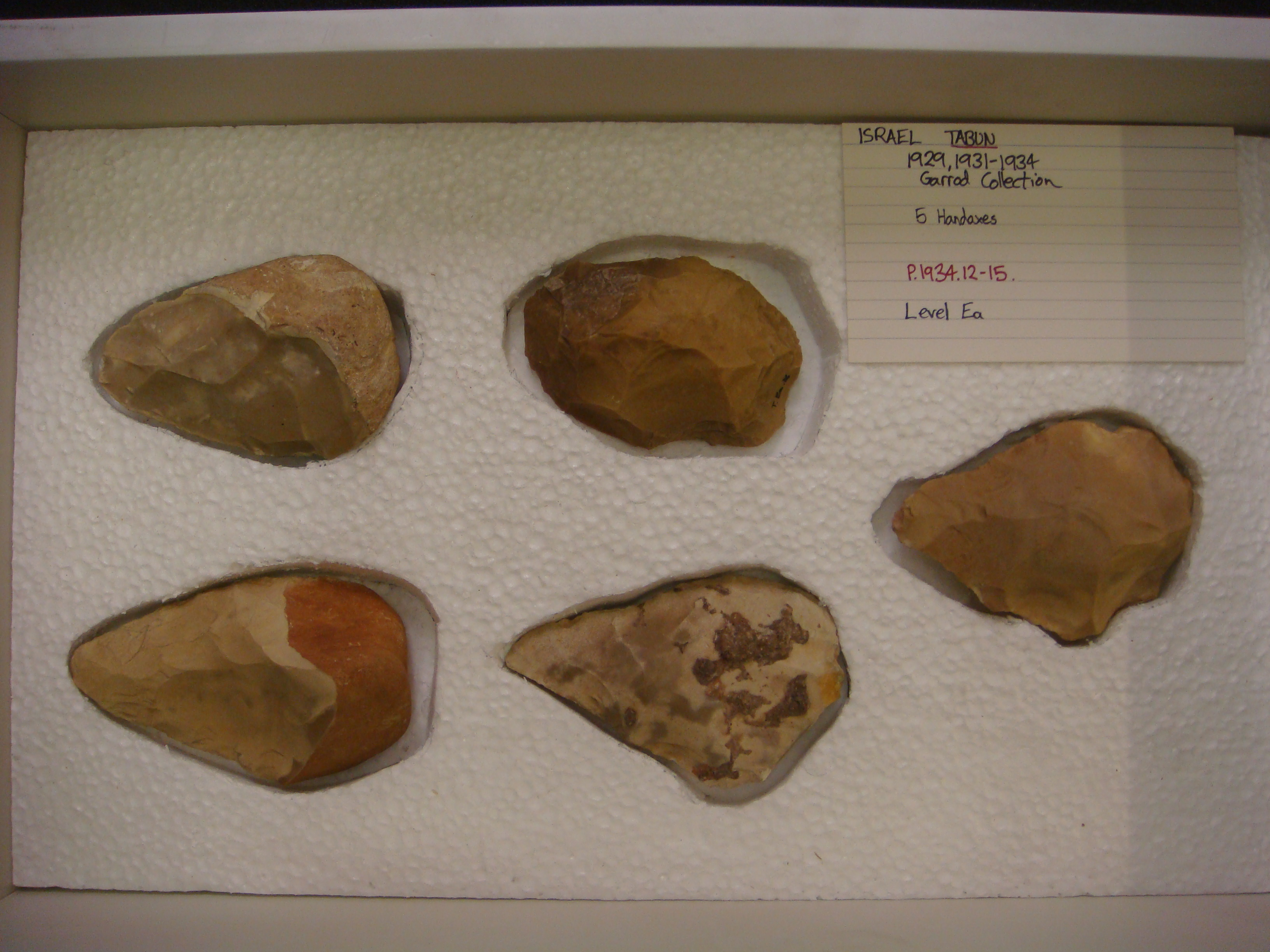
Cinco bifaces, escavadas entre 1929 e 1934, Museu Britânico
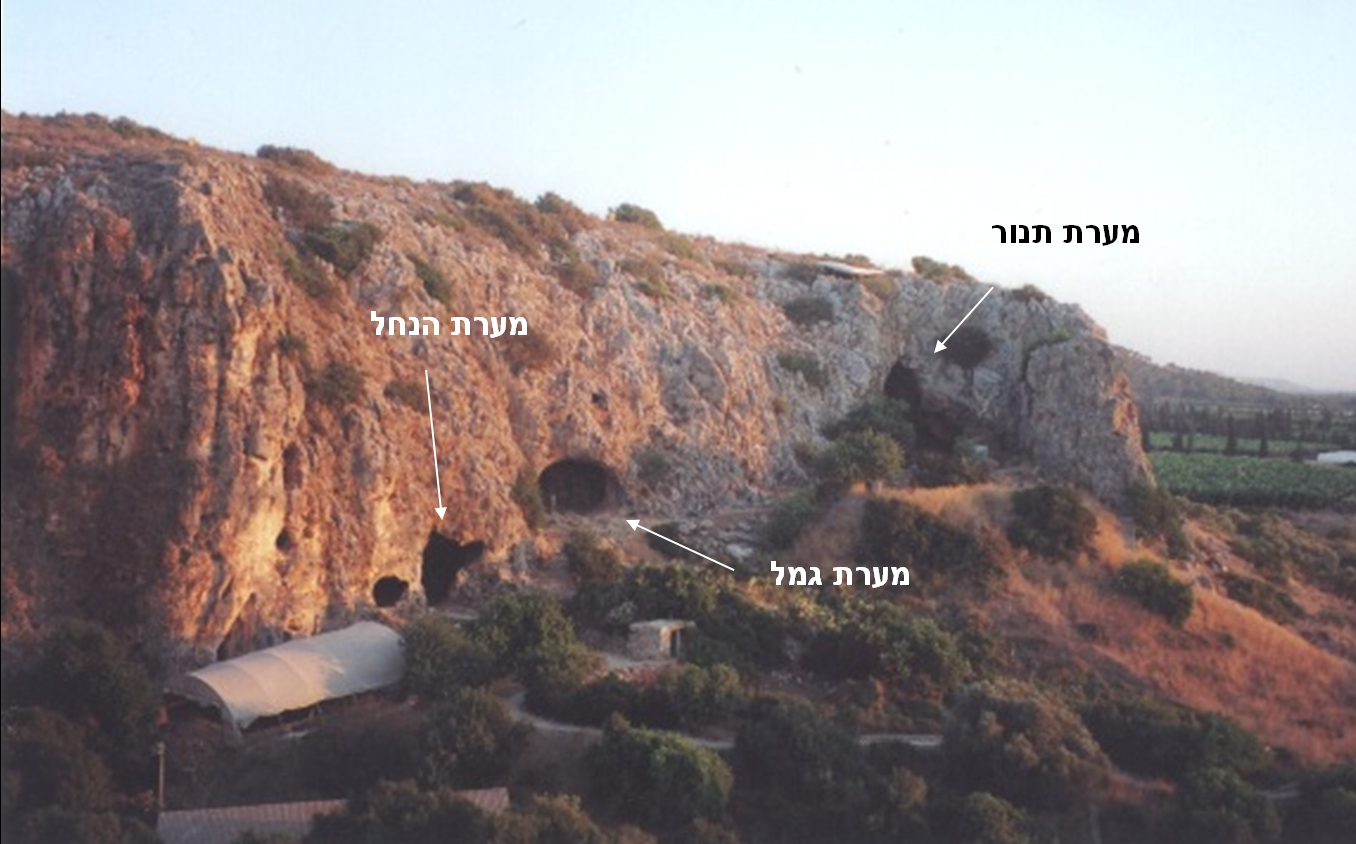
O penhasco Nahal Me'arot, no Monte Carmelo, mostrando as cavernas pré-históricas de El-Wad, Jamal e Tabun.
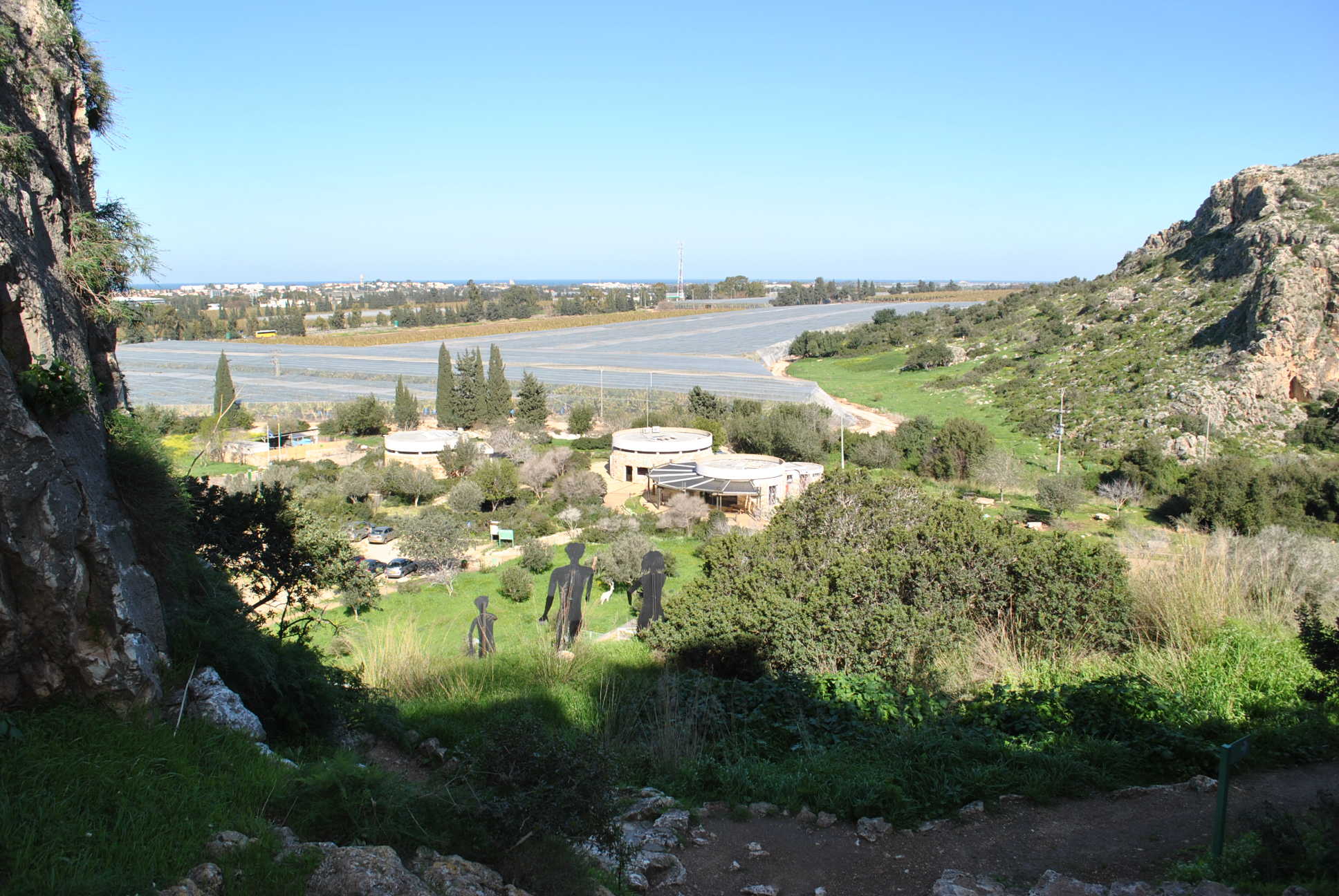
Vista noroeste a partir da caverna